# 得分
得分（とくぶん）とは、一般的には自己の利益・分け前などを指すが、本項では歴史用語として用いられる使用例について解説する。

## 律令法における得分
律令法においては、相続人が保有する財産の取り分を指し、それを受け取る権利を有する者を得分親（とくぶんしん）と呼称した。得分親になれるものは、嫡母・継母・嫡子・庶子・女子が相当した（なお、律令法では男子の分家・財産分与は原則禁止とされていたため、父や祖父の相続は想定されていない）。後に兄弟や伯叔（おじ・おば）も得分親となれるようになった。

## 荘園公領制における得分
荘園公領制においては、国衙・荘園領主・荘官・地頭などが、その職（権利）に応じて取得する経済的な権利・利益を指す。本来、国衙や荘園領主は荘園及び公領からの年貢・官物・地子を荘官や地頭を通じて賦課徴収を行っていたが、後に名主などの小領主が荘園・公領内に発生すると、加地子と呼ばれる独自の得分を支配下の農民より徴収するようになった。鎌倉時代に入ると加地子の得分にも所職が発生し、室町時代には得分権（所職）の売買が盛んに行われるようになった。